# NFL on Nickelodeon
NFL on Nickelodeon es la marca utilizada para las transmisiones de los juegos de la National Football League (NFL) producidas por CBS Sports, y emitidas en el canal de televisión por suscripción estadounidense Nickelodeon. En 2021, Nickelodeon presentó una transmisión simultánea única en cordinación con CBS del partido de la ronda de comodines entre los Chicago Bears y los New Orleans Saints. Esta fue la primera vez que un importante evento deportivo se transmitiría en vivo en el canal. Tras la recepción positiva de los medios y los fanáticos, Nickelodeon anunció que la transmisión alternativa regresaría para otro juego wild card durante los playoffs de la campaña 2021 de la NFL entre los San Francisco 49ers y los Dallas Cowboys. En mayo de 2022, Nickelodeon reveló que la transmisión simultánea regresaría de nueva forma aunque esta vez para un juego de Navidad durante la temporada 2022 de la NFL entre los Denver Broncos y Los Angeles Rams. En mayo de 2023, Nickelodeon dio a conocer que la emisión simultánea volvería para un segundo juego navideño consecutivo entre Las Vegas Raiders y Kansas City Chiefs durante la temporada 2023 de la NFL. En agosto de 2023, CBS anunció que transmitiría el Super Bowl LVIII en Nickelodeon con el mismo formato, lo que marca la segunda vez que un juego del Super Bowl contó con una segunda transmisión en inglés, después del Super Bowl I.
En agosto de 2024, CBS reveló que Nickelodeon transmitiría otro juego de comodines durante los playoffs de la temporada 2024.

## Lista de partidos televisados
| Equipo visitante     | Marcador   | Equipo local       | Fecha                   | Hora de inicio (ET / UTC–5) | NVP                               | Notas                                                                      |
| -------------------- | ---------- | ------------------ | ----------------------- | --------------------------- | --------------------------------- | -------------------------------------------------------------------------- |
| Chicago Bears        | 9–21       | New Orleans Saints | 10 de enero de 2021     | 4:40 p.m.                   | Mitchell Trubisky (QB, Chicago)   | Partido de la ronda de comodines                                           |
| San Francisco 49ers  | 23–17      | Dallas Cowboys     | 16 de enero de 2022     | 4:40 p.m.                   | Dak Prescott (QB, Dallas)         | Partido de la ronda de comodines                                           |
| Denver Broncos       | 14–51      | Los Angeles Rams   | 25 de diciembre de 2022 | 4:36 p.m.                   | Baker Mayfield (QB, Los Angeles)  | Juego de Navidad                                                           |
| Las Vegas Raiders    | 20–14      | Kansas City Chiefs | 25 de diciembre de 2023 | 1:00 p.m.                   | Bilal Nichols (DT, Las Vegas)     | Juego de Navidad                                                           |
| San Francisco 49ers  | 22–25 (OT) | Kansas City Chiefs | 11 de febrero de 2024   | 6:30 p.m.                   | Patrick Mahomes (QB, Kansas City) | Super Bowl LVIII, primer juego de tiempo extra en la historia del paquete. |
| Los Angeles Chargers | 12–32      | Houston Texans     | 11 de enero de 2025     | 4:30 p.m.                   | Joe Mixon (RB, Houston)           | Partido de la ronda de comodines                                           |

## Historia
En diciembre de 2019, Viacom se volvió a fusionar con CBS Corporation para formar ViacomCBS. Para aprovechar la nueva fusión, CBS anunció planes para agregar contenido de Nickelodeon a su servicio de streaming CBS All Access. Adicionalmente, la National Football League anunció que Nickelodeon emitiría una transmisión específica enfocada a la audiencia joven de un juego de playoffs de la ronda de comodines de principios de 2021 cuyos derechos adquirió CBS Sports, lo que marca el primer evento deportivo importante emitido en vivo a través del canal. La idea de que Nickelodeon televisara un partido de la NFL fue del presidente de CBS Sports, Sean McManus. McManus presentó la idea a la liga, que buscaba llegar a un público más joven y diverso. Si bien la cadena había transmitido programación relacionada con los deportes en el pasado (como su programa de juegos de atletismo Nickelodeon Guts, y sus premios Kids' Choice Sports), este fue el primer evento deportivo en vivo televisado por Nickelodeon.
McManus explicó que la producción planeaba «respetar la integridad del juego», pero que habría características «que la harían lucir y sentirse muy, muy diferente a una transmisión de CBS, como debería ser. Creo que realmente va a ser divertido». El productor coordinador Shawn Robbins describió la transmisión como una experiencia «Nick-ificada» y de «visualización conjunta» para padres e hijos, y que aún «se vería un poco igual», ya que no querían «meterse con su fútbol americano y poner cosas si eso va a restarle valor a la experiencia de la visualización». La emisión incluyó la marca de dibujos animados de Nickelodeon, así como comentarios de las estrellas de Nick, Gabrielle Green. y Lex Lumpkin. Se hizo hincapié en educar a los espectadores sobre las reglas del fútbol americano; esto incluyó apariciones de Sheldon Cooper (interpretado por Iain Armitage en la comedia de CBS El joven Sheldon) para explicar las penalizaciones. Robbins le dijo al New York Times que Green recibió accidentalmente un paquete de 800 páginas de notas del juego que estaba destinado a Tony Romo.
El equipo de ventas de publicidad de CBS Sports se encargó de las ventas de publicidad para ambas emisiones. Si bien la mayoría de los anuncios del juego Bears vs Saints serían los mismos en las transmisiones de CBS y Nickelodeon, Nickelodeon mostró algunos anuncios diferentes que estaban más adaptados a su audiencia más joven, excluyendo anuncios de aplicaciones de alcohol y apuestas deportivas.

### Primera transmisión en vivo (10 de enero de 2021)
El primer juego de la NFL en vivo de Nickelodeon se transmitió el 10 de enero de 2021, como una presentación especial específica para los jóvenes del juego wild card de los playoffs de la temporada 2021 entre los New Orleans Saints y los Chicago Bears.

#### Sucesos relacionados
Durante la semana previa al juego, el modo «The Yard» de Madden NFL 21 se actualizó con contenido temático de Bob Esponja, incluido un estadio «en la cima del arrecife» con temática de Fondo de Bikini y otras modificaciones con temática de Bob Esponja. Inmediatamente antes del juego, Nickelodeon transmitió un programa de clips de Bob Esponja con temática deportiva, titulado The SpongeBob SportsPants Countdown Special, que fue presentado por Burleson.
Nickelodeon, en correlación con la National Football League, también lanzó un sitio web con elementos similares a las apuestas deportivas, como juegos gratuitos y apuestas sin riesgos. Más específicamente, los usuarios del sitio tendrían la oportunidad de elegir quién ganaría el juego, que a cambio se compararía con la elección del público. El usuario podría recibir puntos que podrían canjearse por premios y recompensas. El sitio web de NFL Nick Play también ofrecía la posibilidad de recopilar contenido con temas de Bob Esponja y The Loud House a través de códigos QR.
Originalmente, se suponía que el linebacker de los Denver Broncos, Von Miller, iba a presentar The SpongeBob SportsPants Countdown Special en lugar de Nate Burleson, pero no estuvo presente. Más tarde, el 15 de enero, se reveló que Miller estaba bajo una investigación criminal desconocida en Colorado. En el entretiempo también se emitió un adelanto de la entonces nueva serie derivada de Bob Esponja, Kamp Koral: SpongeBob's Under Years.

#### Incidentes de la transmisión
El micrófono abierto del árbitro Alex Kemp captó al receptor abierto de los Chicago Bears, Cordarrelle Patterson, diciendo «¿what the fuck?» (traducido al español como «¿qué carajo?» o «¿qué mierda?») en reacción a un pañuelo de castigo por conducta antideportiva después de que voluntariamente salió de los límites del campo durante un despeje. Patterson luego afirmó que no pronunció el insulto. En ese momento, Kemp por error sancionó la falta contra el ala cerrada número 85, Cole Kmet, en lugar de contra Patterson, que tenía el dorsal 84.
A pesar de la derrota de su equipo y de haber completado solo 19 pases para 199 yardas, el quarterback de los Bears, Mitchell Trubisky, ganó la votación en línea para el premio NVP o Nickelodeon Valuable Player (Jugador Valioso de Nickelodeon), con el 49% de los votos después de que el presentador del podcast Dan Katz liderara una campaña en línea con el hashtag de Twitter #Mitch4NVP, alentando a los espectadores a enviar múltiples votos para Trubisky. Éste recibió un trofeo, adornado con el dirigible de Nickelodeon. El ala defensiva de Chicago, Akiem Hicks, y el ala defensiva de Nueva Orleans, Cameron Jordan, terminaron segundo y tercero en la votación, respectivamente.
Después de ofrecerse voluntariamente para hacerlo, el entrenador de los Saints, Sean Payton, fue atacado con sarro después de la victoria de su equipo por 21 a 9. Una falla en la comunicación impidió que Cameron Jordan se uniera a Payton en el slime como intentó hacerlo el reportero secundario Lex Lumpkin.

### Segunda transmisión en vivo (16 de enero de 2022)

#### Trasfondo
El 18 de marzo de 2021, Richard Deitsch de The Athletic le preguntó a Sean McManus sobre el futuro de los juegos de la NFL al estilo Nickelodeon. McManus dijo que hay una sección en el nuevo acuerdo con CBS respecto a las transmisiones alternativas como el juego de Nick, pero no semanalmente. El 1 de septiembre de 2021, se anunció que la transmisión simultánea del juego Wild Card regresaría para la temporada 2021. El 16 de diciembre de 2021 Nickelodeon anunció que Noah Eagle, Nate Burleson, y Gabrielle Nevaeh Green volverían a presentar la transmisión de un juego de la ronda de comodines de los playoffs de la NFL del canal, el cual fue el octavo encuentro de postemporada y lo disputaron los San Francisco 49ers y los Dallas Cowboys. También se reveló que Dylan Gilmer reemplazaría a Lex Lumpkin como reportera lateral.

#### Sucesos relacionados
Durante la semana previa al juego, se agregó contenido temático de Rugrats y Tortugas Ninja junto con el contenido de Bob Esponja en el modo «The Yard» de Madden NFL 22. Dos días antes del partido, Nickelodeon emitió un programa de clips de The Loud House con temática deportiva, llamado The Loud House Super Sports Special. Un nuevo episodio de The Loud House sirvió como introducción al partido, mientras que el primer episodio de la entonces nueva serie de Nickelodeon, Warped!, sirvió como la conclusión. También se emitió un avance de la entonces nueva serie de Paramount+, Big Nate, en el entretiempo.

#### Incidentes de la transmisión
Se escuchó al ala cerrada de San Francisco, George Kittle, decir «fuck» («mierda» en español) a través de un micrófono abierto durante el final del segundo cuarto, repitiendo el incidente de Cordarrelle Patterson en la transmisión del año anterior.
El mariscal de campo de Dallas, Dak Prescott, ganó la votación en línea de los fanáticos para el NVP, lo que marca el segundo año consecutivo en que el mariscal de campo del equipo perdedor recibió el premio al jugador más valioso del juego después de que Mitch Trubisky de Chicago ganara el premio inaugural en 2021.
Coincidentemente, el árbitro Alex Kemp, quien dirigió el juego de comodines entre los Bears y los Saints hace un año, también fue el árbitro de este juego.

### Tercera transmisión en vivo (25 de diciembre de 2022)

#### Trasfondo
El 10 de mayo de 2022, como parte del lanzamiento del calendario de la NFL, se anunció que CBS, Fox y NBC transmitirían una triple cartelera el día de Navidad. Al mismo tiempo, CBS anunció que Nickelodeon realizaría una transmisión alternativa de su juego (anunciado como el juego de Nickmas) entre los Denver Broncos y Los Angeles Rams, lo que marcaría su primera transmisión de temporada regular.
El 6 de diciembre de 2022, Nickelodeon anunció que Burleson, Eagle y Green volverían a narrar la transmisión. También se anunció que Gilmer volvería como reportero desde el costado de la cancha y Patricio Estrella (con la voz de Bill Fagerbakke) ofrecería comentarios en vivo durante el juego.

#### Antecedentes de la transmisión
Durante la semana previa al juego, junto con el contenido de Bob Esponja en el modo «The Yard» de Madden NFL 23, los jugadores del videojuego podían enfrentar diez desafíos basados en momentos destacados de los ganadores del NVP de Nickelodeon en el partido Wild Card 2021 y toda la temporada 2021. Al completarlos, podrían ganar dos tarjetas exclusivas del NVP de Nickelodeon (una del juego de la ronda de comodines 2021 y otra del encuentro de Navidad 2022, cuyo token fue utilizable el 3 de enero de 2023) y equipamiento de Bob Esponja en el modo «Ultimate Team».[cita requerida]  Un nuevo episodio de The Loud House sirvió como introducción al juego, mientras que un nuevo capítulo de That Girl Lay Lay se emitió tras el final de la transmisión del encuentro. También se transmitió un avance de la nueva serie derivada de Paw Patrol, Rubble & Crew, en el entretiempo.

### Cuarta transmisión en vivo (25 de diciembre de 2023)

#### Trasfondo
En la mañana del 11 de mayo de 2023, como parte del lanzamiento del calendario de la NFL, CBS anunció que un juego especial el día de Navidad entre Las Vegas Raiders y Kansas City Chiefs se llevaría a cabo a la 1:00 p. m. (hora del Este de EE. UU.) transmitiéndose a través de CBS y Nickelodeon. Este fue el segundo año consecutivo que Nickelodeon emitió un partido simultáneamente con CBS el día de Navidad.
El 5 de diciembre de 2023, Nickelodeon anunció que Burleson y Eagle volverían a narrar la transmisión. También se anunció que el corresponsal de NFL Slimetime, Dylan Schefter, volvería como reportera desde el costado de la cancha y que Donatello (con la voz de Micah Abbey) y Raphael (con la voz de Brady Noon) ofrecerían comentarios en vivo durante el juego, en reemplazo de Green.

#### Antecedentes de la transmisión
Durante la semana previa al partido, se ofrecieron recompensas con la temática de Nickmas en cuatro juegos de Gamefam en Roblox. En el entretiempo se emitió un avance del entonces nuevo Nicktoon, Piedra, Papel, Tijera.

### Super Bowl LVIII  (11 de febrero de 2024)

#### Trasfondo
El 1 de agosto de 2023, CBS Sports anunció que realizaría una transmisión simultánea del Super Bowl LVIII en Nickelodeon el 11 de febrero de 2024, además de la del juego de Nickmas; esto marcó la primera vez que se produjo una transmisión alternativa para un juego del Super Bowl.
Anunciada como Super Bowl LVIII: Live from Bikini Bottom, la transmisión contó con nuevos efectos de realidad aumentada con temática de Bob Esponja. Burleson y Eagle regresaron a narrar la emisión del partido. También se reveló que Gilmer y Schefter regresarían como reporteros secundarios y Bob Esponja. (con la voz de Tom Kenny), Arenita Mejillas (con la voz de Carolyn Lawrence), Larry la Langosta (con la voz de Mr. Lawrence) y Patricio (con la voz de Fagerbakke) ofrecerían comentarios en vivo durante el juego. Una versión animada en 3D de la escena "Sweet Victory" del episodio «Band Geeks» de Bob Esponja se presentó durante el inicio de la transmisión. Como promoción cruzada, también se emitió un episodio de NFL Slimetime en CBS como parte de su programación previa al juego.
La mayoría de los anuncios de la emisión principal también se vieron durante la transmisión de Nickelodeon, con excepción de los de productos y servicios (como alcohol, apuestas deportivas y películas con clasificación R) que no son apropiados para un público juvenil. Como sustitutos, Paramount Global vendió aproximadamente 15 anuncios específicos para la emisión de Nickelodeon, cobrando entre 200 000 y 300 000 dólares por un anuncio de 30 segundos (en comparación con los 6.5 a 7 millones de dólares por un anuncio en la transmisión de CBS). Paramount también ofreció integración de marca con otros programas y personalidades de Nickelodeon.

### Sexta transmisión en vivo
En agosto de 2024, CBS anunció que Nickelodeon transmitiría uno de los dos juegos de la ronda de comodines de los playoffs de la temporada 2024 de los cuales CBS Sports posee los derechos televisivos, el cual posteriormente se reveló que sería el encuentro Los Angeles Chargers vs. Houston Texans que se disputaría el sabado 11 de enero de 2025. Noah Eagle no regresó para esta edición, y Burleson compartió una cabina de tres personas con Bob Esponja y Patricio Estrella. Arenita Mejillas y Dylan Schefter se desempeñaron como reporteras secundarias, mientras que Dora explicó las reglas a los espectadores. Algunos otros personajes pasados y actuales de Nickelodeon hicieron apariciones especiales, como CatDog, que actuó como miembro de la tripulación de la cadena. El presentador original del programa de juegos Double Dare del canal, Marc Summers, también reportó sobre el juego. Además, se emitió un avance exclusivo de Henry Danger: la película durante el entretiempo, y el primer episodio de la entonces nueva serie de Nickelodeon The Thundermans: Undercover sirvió como introducción al partido.

## Ratings
La transmisión del 10 de enero de 2021 en Nickelodeon atrajo aproximadamente a 2 millones de espectadores. Esto representó un aumento del 245% respecto al intervalo de tiempo del año anterior. Según Nickelodeon, fue el programa más visto entre el total de espectadores en casi cuatro años. Combinado con los aproximadamente 30 millones de espectadores que vieron el partido Saints-Bears en CBS, en total, aproximadamente 32.653 millones de espectadores vieron el juego. Esta fue la mayor audiencia que CBS obtuvo en un partido de comodines de los playoffs disputado en domingo desde 2014.
La emisión del 16 de enero de 2022 en Nickelodeon atrajo aproximadamente a 1,3 millones de espectadores. Si se suman los 40 millones de espectadores que vieron el partido de los 49ers contra los Cowboys en CBS, el total fue de aproximadamente 41.496 millones de espectadores. Esta fue la mayor audiencia que cualquier cadena de televisión recibió para un partido Wild Card de los playoffs jugado en domingo desde 2015. Esa cifra fue un 35% superior a la del mismo período del año anterior. Según CBS Sports, este fue el partido de la NFL que no fue el Super Bowl más reproducido en Paramount+.
La transmisión del 25 de diciembre de 2022 en Nickelodeon atrajo aproximadamente a 900 000 espectadores. Este fue un aumento del 400% con respecto al horario del día de Navidad del año anterior, así como la transmisión de Navidad con mayor audiencia desde 2016, con aproximadamente 2,6 millones de espectadores viéndola total o parcialmente. Si se suman los aproximadamente 22 millones de espectadores que vieron el partido Broncos vs. Rams en CBS, el total fue de aproximadamente 22.574 millones de espectadores. A pesar de que esa cifra es menor que la de las ventanas de Navidad y de los domingos equivalentes del año anterior, fue la mayor audiencia navideña de CBS.
La emisión del 25 de diciembre de 2023 en Nickelodeon atrajo aproximadamente a 900 000 espectadores como la del año pasado. Este fue el programa más visto en la tarde del día de Navidad en diez años. Si se suman las 28 millones de personas que vieron el partido de los Raiders contra los Chiefs en CBS, aproximadamente 29.171 millones de espectadores lo vieron en total, con un pico de alrededor de 37,163 millones. Esto representó un aumento del 29% con respecto al juego del año anterior. Según CBS Sports, esto no solo marcó la mayor audiencia del día de Navidad para CBS, sino también la mayor audiencia para un partido de la NFL disputado en Navidad desde 1989.
La transmisión del Super Bowl del 11 de febrero de 2024 atrajo aproximadamente a 1,2 millones de espectadores. Combinado con los 120 millones de personas que vieron el partido 49ers-Chiefs en CBS y los 2,3 millones en Univision, entonces aproximadamente 123.714 millones de espectadores lo vieron en total. Esto representó un aumento del 7% con respecto al partido del año anterior. Según CBS Sports, fue el Super Bowl más visto en Paramount+.

## Recepción
Según una encuesta realizada por Morning Consult, más del 70% de los padres dijeron que verían un partido como ese con sus hijos después de mostrarles un clip de un minuto con los mejores momentos para que se hicieran una idea de la transmisión de Nickelodeon. Dos tercios dijeron que los Alfas disfrutarían más de la transmisión de Nickelodeon que de la versión tradicional de CBS.
La reacción en las redes sociales a la transmisión de Nickelodeon del partido de playoffs entre los Chicago Bears y los New Orleans Saints del 11 de enero fue mayoritariamente positiva, con la audiencia adulta (la cual no es el objetivo) aplaudiendo la diversión que estaba produciendo la cadena.[cita requerida]
Phil Rosenthal del Chicago Tribune escribió que, como alternativa a la cobertura estándar de CBS con Jim Nantz y Tony Romo en la narración, Nickelodeon hizo un buen trabajo ayudando a educar a los jóvenes sobre el fútbol americano profesional y alegrando un partido de playoffs no tan emocionante entre los Saints y los Bears. En cuanto al equipo de comentaristas, Rosenthal dijo que las estrellas de Nickelodeon Lex Lumpkin y Gabrielle Nevaeh Green fueron una buena compañía y dulcemente genuinas a pesar de que su material guionizado fuera irregular. Mientras tanto, Rosenthal elogió el trabajo del locutor de jugada por jugada Noah Eagle y el analista Nate Burleson según Rosenthal, logró mantener la calma todo el tiempo, explicando lo que estaba sucediendo en el juego y lo que significaba. Rosenthal también resumió que, si bien la pura novedad de la animación y los efectos especiales de Nickelodeon se desvaneció, nunca desapareció y que, en general, era maravillosamente tonto.
El ex Quarterback de los St. Louis Rams, Kurt Warner, escribió en Twitter que su hijo Zach, de 31 años, quien sufrió una lesión cerebral traumática a los cuatro meses y es legalmente ciego, nunca se había sentado a ver un partido de fútbol americano con él hasta la transmisión de Nickelodeon del juego Saints-Bears el 10 de enero.

### Critica
El anuncio de que Nickelodeon transmitiría su primer partido de la NFL no estuvo exento de escepticismo y preocupación, especialmente en lo que respecta a cómo o si la cadena enfrentaría las realidades de jugar un deporte tan brutal y los riesgos de sufrir traumas cerebrales para su joven audiencia. Durante la transmisión del 12 de enero, Christopher Nowinski, cofundador y director ejecutivo de la Concussion Legacy Foundation, cofundador del Centro CTE de la Universidad de Boston, dijo en Twitter: "Eso provocará la muerte de niños". En reacción al analista Nate Burleson que comparó al mariscal de campo de los New Orleans Saints, Taysom Hill, golpeándose la cabeza con un raspón en la rodilla durante el recreo de la escuela.
Otra preocupación surgió respecto de si el sitio web de Nickelodeon, NFL Nick Play, que creó y diseñó hojas de selección imprimibles para que los niños seleccionaran a los ganadores de los juegos de la NFL de esa semana, era apropiado o no. Los críticos han argumentado que algo como esto está inculcando hábitos de apuestas a una edad temprana. NFL Nick Play también incluye pequeños cuestionarios sobre las diferentes posiciones en el fútbol americano, información sobre cómo funcionan esas posiciones y cómo se desarrolla el juego.
Praveen Nair del UCSD Guardian dijo que fue frustrante que la transmisión de Nickelodeon cortara a los comentaristas durante los minutos posteriores a que el receptor abierto de los Bears, Anthony Miller, fuera expulsado por golpear en la cara al safety de los Saints, C. J. Gardner-Johnson, sin explicar lo que estaba sucediendo en el campo.